# Pura z mlinci
Pura z mlinci je tradicionalno jelo hrvatske kuhinje, koja vuče podrijetlo iz Međimurja. Ovo jelo sastoji se od pečene purice, uz mlince umašćene u mast od pečenja kao prilog. Danas ovo jelo se jede na cijelom području Sjeverne Hrvatske, posebice za svečane prigode i blagdane. Diljem Hrvatske ovo jelo je još poznato pod imenom Purica s mlincima, a isto tako smatra se i kao klasik zagrebačke kuhinje.

## Vanjske poveznice
- Pura z mlinci vuče podrijetlo iz Međimurja
- Zagorska purica s mlincima
- Purica s mlincima - priprema